# Psittacosaurus major
Psittacosaurus major (gr. "lagarto con pico de loro mayor") es una especie del género extinto Psittacosaurus  es un género de dinosaurios ceratopsianos psitacosáuridos, que vivió a mediados del período Cretácico, hace unos 129 a 122 millones de años, desde el Barremiense hasta el Aptiense, en lo que hoy es Asia. El P. major es una especie descubierta en la formación Yixian, cerca de Beipiao, en la provincia de Liaoning. Esta especie fue nombrada así por las inusuales dimensiones de su cráneo, este es un 25% mayor que el del P. mongoliensis, pero las dimensiones del cuerpo eran similares. Esto demuestra un agrandamiento de la cabeza documentado en otros ceratopsios posteriores, como el Protoceratops. El espécimen fue descrito en el 2007 por Sereno et al.